# Chopper Read
Chopper Read, właśc. Mark Brandon Read (ur. 17 listopada 1954 w Melbourne, zm. 9 października 2013 tamże) – australijski raper, pisarz i przestępca. Na podstawie jego historii powstał film pt. Chopper.
Podczas przeprowadzonego przed śmiercią wywiadu telewizyjnego przyznał się do popełnienia czterech morderstw.